# Harry Guardino
Harry Guardino (født 23. december 1925, død 17. juli 1995) var en amerikansk skuespiller, hvis karriere forløb fra de tidlige 1950'ere til begyndelsen af 1990'erne.
Guardino blev født på Manhattan og voksede op i Brooklyn, New York. Guardino optrådte både på scenen, i film og på Tv. På Broadway theatre har han bl.a. spillet i Narkomanen, One More River, Anyone Can Whistle, The Rose Tattoo, The Seven Descents of Myrtle og Woman of the Year.
Guardinos filmroller omfatter bl.a. Skal du giftes med far?, Pork Chop Hill (om Koreakrigen), The Five Pennies, King of Kings, Madigan, Lovers and Other Strangers, Dirty Harry og Dirty Harry renser ud. Han blev to gange nomineret til en Golden Globe Award for bedste mandlige birolle.
På Tv har han bl.a. medvirket i Sams Bar.
Den 28. maj 1993 fik han en Golden Palm Star på Walk of Stars i Palm Springs, Californien.
Guardino døde af lungekræft i Palm Springs, Californien i 1995.

## Filmografi
- Skal du giftes med far? (1958)
- Pork Chop Hill (1959)
- The Five Pennies (1959)
- Five Branded Women (1960)
- Kongernes konge (1961)
- Duen der befriede Rom (1962)
- Et helvede for helte (1962)
- Rhino! (1964)
- Treasure of San Gennaro (1966)
- The Adventures of Bullwhip Griffin (1967)
- Madigan (1968)
- Der mangler en brik (1968)
- The Hell with Heroes (1968)
- Lovers and Other Strangers (1970)
- Red Sky at Morning (1971)
- Dirty Harry (1971)
- Trænet til at dræbe (1972)
- Capone (1975)
- Whiffs (1975)
- En varm sag (1976)
- Dirty Harry renser ud (1976)
- Rollercoaster (1977)
- Boks nu, Matilda (1978)
- Evening in Byzantium (1978)
- Goldengirl (1979)
- Seje bøffer og hårde bananer (1980)
- The Neon Empire (1989)